# Dendrocerus alaskensis
Dendrocerus alaskensis är en stekelart som först beskrevs av William Harris Ashmead 1902.  Dendrocerus alaskensis ingår i släktet Dendrocerus och familjen trefåresteklar. Inga underarter finns listade i Catalogue of Life.